# Hey Good Lookin'
Pour plus de détails, voir Fiche technique et Distribution.
Hey Good Lookin' est un film d'animation américain réalisé par Ralph Bakshi et sorti en salles aux États-Unis en 1982.

## Synopsis
Le film se déroule à New York dans le quartier de Brooklyn dans les années 1950 et met en scène les aventures de Vinnie, le chef d'un gang appelé les Stompers, en compagnie de son ami Crazy Shapiro et de leurs petites amies, Rozzie et Eva.

## Fiche technique
- Titre original : Hey Good Lookin'
- Réalisation : Ralph Bakshi
- Scénario : Ralph Bakshi
- Musique originale : John Madara, Ric Sandler
- Montage : Donald W. Ernst
- Production : Ralph Bakshi
- Société de production : Bakshi Productions
- Société de distribution : Warner Bros. Pictures
- Pays de production :  États-Unis
- Langue : anglais américain
- Durée : 76 minutes
- Format : 1,37:1, couleur (Technicolor)
- Son : mono
- Date de sortie : États-Unis : 1er octobre 1982.

## Production
Ralph Bakshi a pour projet initial de réaliser un film mêlant animation et prises de vue réelles, où les personnages animés interagiraient avec des acteurs ; cette première version, terminée après de nombreuses difficultés en 1975, ne satisfait pas la Warner, qui diffère la sortie en salles en 1976 puis 1977, avant de la reporter sine die et de réclamer un nouveau travail sur le film La plupart des séquences tournées en prises de vue réelles sont détruites, le montage et les dialogues sont presque entièrement refaits. Le film sort finalement en 1982.

## Éditions en vidéo
Le film fait l'objet d'une édition en VHS chez Warner Home Video en 1998.